# نون نون بيوري
نون نون بيوري (باليابانية: のんのんびより) مانغا يابانية من تأليف ورسم اتو. نشرت لأول مرة في أيلول 2009 في مجلة كومك ألايف الشهرية. واقتبست إلى مسلسل أنمي تلفزيوني عرض عام 2013 من إنتاج ستديو سيلفر لينك. وجدد لموسم ثاني عرض عام 2015. وصدر فيلم عام 2018 أقتبس آرك رحلة أوكيناوا. وجدد لموسم ثالث عرض عام 2021.

## القصة
تدور احداث القصة في قرية صغيرة تدعى اساهيغاوكا، وهو مكان يفتقر إلى العديد من وسائل الراحة التي اعتاد عليها الناس من المدينة. حيث يبعد اقرب متجر للقرية عدة اميال. والمدرسة الوحيدة في القرية عدد طلابها خمس طلاب فقط (أربع فتيات وفتىً واحد) وكل طالب في مرحلة مختلفة من الابتدائية والمتوسطة. الفتاة هوتارو ايتشيجو وهي طالبة في الصف الخامس الابتدائي انتقلت من طوكيو إلى هذه المدرسة، وعليها التكيف مع الحياة الريفية مع أصدقائها الجدد، الطالبة ناتسومي في الصف الأول من المرحلة المتوسطة وكوموري في الصف الثاني من المرحلة المتوسطة ورينغو في الصف الأول الابتدائي وكوماري الاخ الأكبر لسوغورو الطالب في الصف الثالث من المرحلة المتوسطة.

## الشخصيات
- هوتارو ايتشيجو (باليابانية: 一条 蛍)

مؤدية الصوت: ريه موراكاوا.
طالبة صف خامس ابتدائي. انتقلت من طوكيو إلى مدرسة قرية اساهيغاوكا بسبب عمل والدها. وهي طويلة جداً بالنسبة لعمرها.
- رينغو مياؤتشي (باليابانية: 宮内 れんげ)

مؤدية الصوت: كوتوري كويواي.
طالبة صف أول ابتدائي. تحب الترحيب بأصدقاءها بعبارة (نيانباسو) وهي عبارة لا معنى لها. وهي أخت هيكاغي وكازوهو الصغرى.
- ناتسومي كوشيغاوا (باليابانية: 越谷 夏海)

مؤدية الصوت: أياني ساكورا.
طالبة صف أول متوسط وهي أطول من اختها الصغرى كوماري.
- كوماري كوشيغاوا (باليابانية: 越谷 小鞠)

مؤدية الصوت: كانا أسومي.
طالبة صف ثاني متوسط وأخت ناتسومي الكبرى.

## روابط خارجية
- نون نون بيوري على موقع ANN manga (الإنجليزية)